# مقاطعة ميد (داكوتا الجنوبية)
ميد (بالإنجليزية: Meade)‏ هي إحدى مقاطعات ولاية داكوتا الجنوبية في الولايات المتحدة الأمريكية.